# 世宗 (遼)
世宗（せいそう）は、遼の第3代皇帝。諱は兀欲（こつよく）。

## 生涯

### 出生
李従珂により殺害された東丹国王耶律突欲（後に義宗と追諡）の長男で、太祖耶律阿保機の嫡孫にあたる。会同9年（946年）に叔父の第2代皇帝太宗に従い、南下して後晋を攻めた。そこで戦功を立て、大同元年（947年）2月、永康王に封じられた。後晋滅亡後も戦乱は収まらず、鎮圧にあたっていた太宗は4月に河北の欒城で崩御した。

### 即位
兀欲は軍を率いて南京（現在の北京）を陥落させた後、前線の将軍らに擁立され、皇帝に即位するため、首都である上京（現在のバイリン左旗）へ向かった。一方、上京では太祖の后であった述律太后が太宗の弟の李胡を次の皇帝として擁立しようとしており、兀欲の即位に反対した。両者の軍は潢河で対峙し、この戦いに敗れた太后は兀欲の即位を承認した。
国内の反対派を抑えて皇帝に即位した世宗は、9月に大同元年を天禄元年に改元し、耶律屋質を用いて政府内の改革を推し進めた。太宗の代の南面官と北面官を合併させて南北の枢密院を成立、南王及び北王を廃し、後に枢密院にその機能を合わせた。これらの改革によって、遼は部族連合より中央集権体制へと転換し、それ以降の遼の発展の基礎を築いた。
しかし世宗は酒色に溺れ、狩猟を好み、晩年は奸臣を用いるなど政治は乱れた。天禄5年（951年）、北漢を支援して後周を攻撃した帰途、祥古山（現在のフフホト）において、太祖の弟の安端の子である察割によって暗殺された。

## 宗室

### 后妃
- 甄皇后
- 懐節蕭皇后

### 子
- 耶律吼阿不（早世）
- 耶律明扆（景宗）
- 耶律只没（寧王）

### 女
- 耶律和古典（秦国長公主、蕭啜里の妻）
- 耶律観音（晋国長公主、蕭夏剌の妻）
- 耶律撒剌（蕭斡里の妻）